# Елізабет Ґілберт
Елізабет Ґілберт (англ. Elizabeth Gilbert; нар. 18 липня 1969, Вотербері, Коннектикут, США) — американська письменниця-прозаїк, біографка, мемуаристка. Авторка бестселера «Їсти, молитися, кохати» (англ. Eat, Pray, Love), який з грудня 2010 року протримався 185 тижнів у «Списку бестселерів за версією The New York Times».
У 2010 році була знята однойменна романтична комедія з Джулією Робертс у головній ролі. Одним із продюсерів фільму став Бред Пітт.
Елізабет Ґілберт займає 6-ту сходинку в списку «100 найвпливовіших духовних лідерів сучасності за 2012 рік» за версією журналу «Watkins' Mind Body Spirit».

## Життєпис
Елізабет Ґілберт народилася 1969 року в містечку Вотербері штату Коннектикут, США. Батько її був інженером-хіміком, мати — медсестрою. Виросла разом із сестрою Кетрін Ґілберт-Мердок, також письменницею, на невеличкій фермі в Лічфілді, де її родина займалася вирощуванням різдвяних ялинок на продаж. Сестри багато читали та розважали себе тим, що писали невеликі п'єси й книжки. Елізабет відзначає, що особливий вплив на формування її літературних здібностей мали такі твори, як «Чарівник країни Оз», «Холодний дім» і «Девід Копперфілд» Ч. Дікенса, «Роздуми» Марка Аврелія.

У 1986 році вступила до Нью-Йоркського університету, де навчалася за спеціальністю «Політологія». Вона не брала участі в уроках літератури та письменницьких семінарах і заявила в інтерв’ю:  
«Я ніколи не думала, що найкращим місцем для мене, щоб знайти свій голос, буде кімната, заповнена двадцятьма іншими людьми, які намагаються знайти свій голос. Насправді, я відчувала, що якщо я пишу сама, мені не потрібен урок, а якщо я не пишу сама, я його не заслуговую»
Після закінчення університету в 1991 році протягом кількох років Елізабет подорожувала країною, працювала офіціанткою, кухаркою, журналісткою, що дало матеріал для її творів. Так, свій досвід роботи кухаркою вона описала в коротких оповіданнях, присвячених різним аспектам сучасної кулінарії, а також згадувала в книжці «Останній американський чоловік» (The Last American Man). Гілберт вважає, що письменники знаходять історії не в кімнаті для семінарів, а досліджуючи світ.

## Творчість

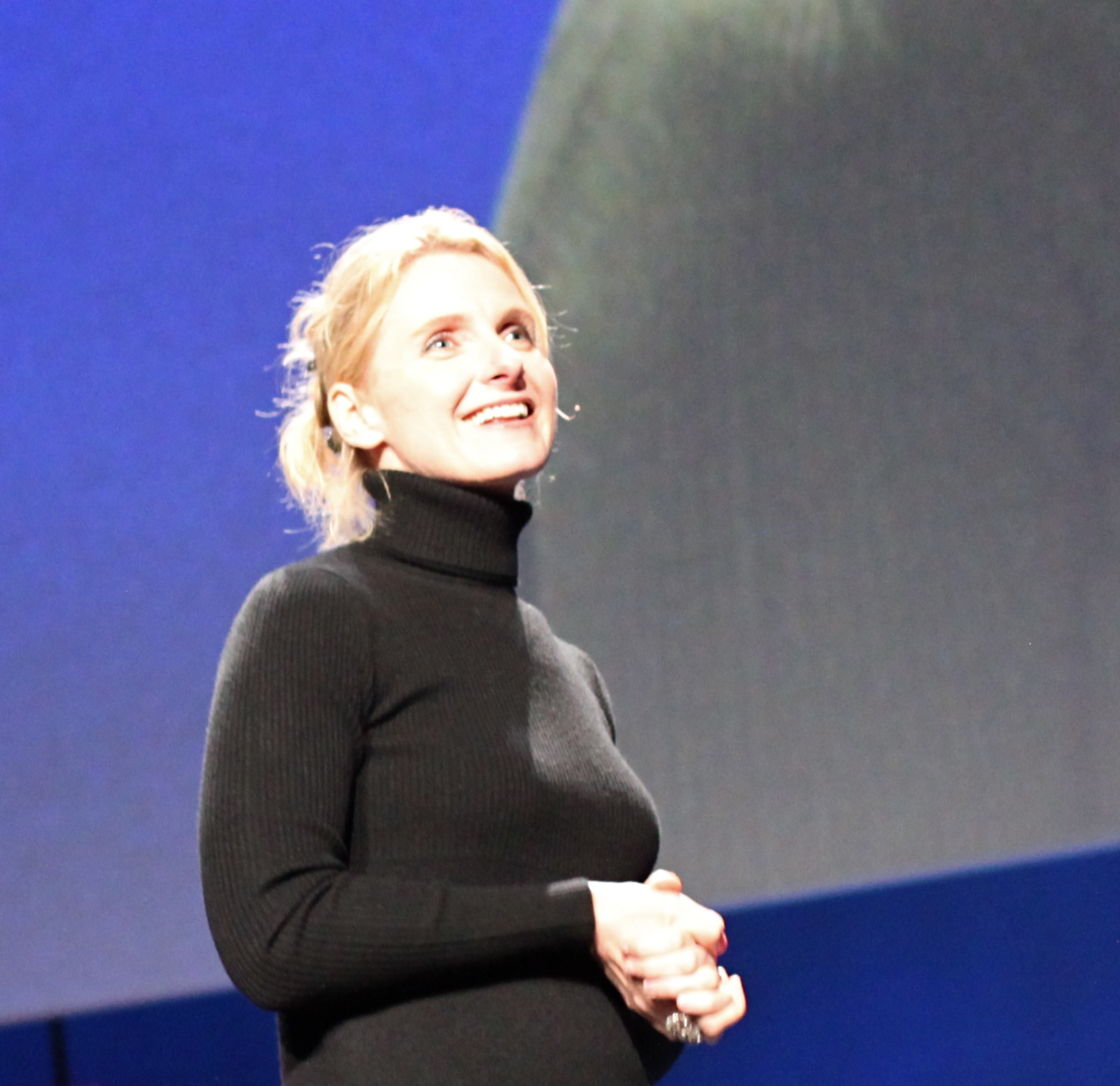
Елізабет Ґілберт на TED 2009

У 1993 році Ґілберт дебютувала зі своїм першим оповіданням «Пілігрими», опублікованим у журналі «Esquire» в рубриці «Дебют молодого письменника». Вона стала першим за багато років молодим автором, що дебютував в «Esquire», з часів Нормана Мейлера. Окрім них, «Esquire» жодного разу не друкував неопублікованих авторів. З того часу Ґілберт починає співпрацювати із журналами «SPIN», «GQ», «The New York Times Magazine», «Allure», «Real Simple», «Travel + Leisure» як журналістка й позаштатна авторка. Досвід такої роботи знайшов відображення в автобіографічному романі «Їсти, молитися, кохати».
У 1997 році журнал «GQ» опублікував її статтю «Муза салону „Бридкий койот“» (The Muse of the Coyote Ugly Saloon), де оповідається про часи, коли Ґілберт працювала офіціанткою в першому танцювальному барі «Бридкий койот» в Іст-Вілледжі. У 2000 році за цим матеріалом було знято фільм «Бар „Бридкий койот“». 
У 1998 році Ґілберт на основі своєї статті для журналу «GQ» «The Last American Man: Eustace Conway is Not Like Any Man You've Ever Met…» про американського натураліста Юстаса Конвея написала роман «Останній американський чоловік» (The Last American Man). Книжка була висунута на номінацію «Найкраща науково-популярна література» Національної книжкової премії США. Написана для того ж журналу у 2000 році стаття «Привид» — біографія музиканта Генка Вільямса III — була включена до списку «Найкращі статті американських журналів» за 2001 рік.
Згодом Ґілберт розпочала активну літературну діяльність.
Перша книга Ґілберт «Пілігрими» ( Houghton Mifflin 1997), збірка оповідань, отримала премію Pushcart Prize і була фіналістом премії PEN/Hemingway Award . Після цього вийшов її роман «Суворі люди» (Houghton Mifflin 2000), обраний The New York Times як «Помітна книга». У 2002 році вона опублікувала «Останній американець» (2002), який був номінований на Національну книжкову премію в нон-фікшн.
У 2006 році Ґілберт опублікувала «Їсти, молитися, кохати»: одна жінка шукає себе в Італії, Індії та Індонезії (Viking, 2006). Вона профінансувала свою навколосвітню подорож для книги, витративши видавничий аванс у розмірі 200 000 доларів після того, як представила концепцію в книжковій пропозиції. Деякі автори розкритикували бестселер як «priv-lit» («літературу привілеїв») і «виважене бізнес-рішення».  Книга з'явилася в списку бестселерів наукової літератури за версією New York Times навесні 2006 року, і все ще були №2 у списку через 88 тижнів, у жовтні 2008 року. В 2010 році студія Columbia Pictures екранізувала «Їсти, молитися, кохати» з Джулією Робертс у ролі Ґілберт 13 серпня 2010 року. Одним із продюсерів фільму став Бред Пітт. Ґілберт з'явилася на шоу Опри Вінфрі в 2007 році, а потім знову з'явилася на шоу, щоб продовжити обговорення книги, її філософії та фільму. Вона була названа однією зі 100 найвпливовіших людей у світі журналом Time списку 100 найбільших першовідкривачів світу та впливових лідерів.
П’ята книга Ґілберт «Відданість: скептик мириться з шлюбом» була випущена видавництвом Viking Press у січні 2010 року. Книга є свого роду продовженням «Їсти, молитися, кохати», оскільки розповідає історію життя Ґілберт там, де зупинився її бестселер "Їсти, молитися, кохати". Нова книга також розкриває її рішення вийти заміж за Хосе Нуньєса (його в книзі називають Феліпе), бразильця, якого вона зустріла на Балі. У цій книзі розглядається інститут шлюбу з кількох історичних і сучасних точок зору, включно з поглядами людей, особливо жінок, які неохоче одружуються. У книзі Гілберт також містить погляди на одностатеві шлюби та порівнює їх із міжрасовими шлюбами до 1970-х років.
У 2012 році вона перевидала «Вдома на полиці», кулінарну книгу 1947 року, написану її прабабусею, оглядачем харчових продуктів Марґарет Ярдлі Поттер. Ця книга відображає стиль життя та кулінарні уподобання середини XX століття. У ній поєднуються рецепти, роздуми про їжу та гостинність, а також гумористичні замальовки з повсякденного життя. Книга була прогресивною для свого часу, адже підкреслювала важливість використання свіжих і натуральних інгредієнтів, а також сміливий підхід до кулінарії. Перевидання було ініціативою Ґілберт, щоб зберегти й популяризувати творчість своєї прабабусі. Вона також написала передмову до книги, де розповідає про історію своєї родини та особистий зв’язок із Марґарет.
У 2013 році Ґілберт опублікувала свій другий роман «Природа всіх речей». Роман поєднує наукові відкриття, любов до природи та роздуми про сенс життя. Дія роману розгортається у XIX столітті й охоплює кілька континентів. Головна героїня, Альма Віттекер, народжується в багатій і впливовій родині ботаніків у США. Вона успадковує від батька жагу до знань і досліджень, присвячуючи своє життя вивченню рослинного світу. Альма стає фахівчинею у ботаніці, досліджуючи мохи та роблячи відкриття, які перетинаються з ідеями еволюції. Попри блискучий інтелект, Альма стикається з внутрішніми та зовнішніми викликами: нездійсненими романтичними сподіваннями, пошуком свого місця в світі та питаннями про віру, науку й людську природу. В її житті з'являється Амброз, чоловік із глибокою духовністю, чиї погляди на життя й кохання перевертають її світогляд. Роман сповнений історичних і наукових деталей, глибоких філософських роздумів і яскравих описів природи.
У 2015 році Елізабет Ґілберт опублікувала «Велика магія: творче життя поза страхом», книгу для самодопомоги, яка містить інструкції про те, як жити таким же творчим життям, як її. Книга поділена на шість розділів: мужність, зачарування, дозвіл, наполегливість, довіра та божественність.  Поради у Великій Магії зосереджені на подоланні невпевненості в собі, уникненні перфекціонізму та встановленні денного розкладу, серед інших тем. Ґілберт продовжила роботу, розпочату у Big Magic, створивши подкаст Magic Lessons, у якому вона бере інтерв’ю у відомих творців, зокрема у Брене Браун і Сари Джонс.
У 2019 Гілберт випустила роман «Місто дівчат». Його дія відбувається в богемному світі Нью-Йорка 1940-х років. Головна героїня, Вівіан Морріс, молода жінка з привілейованої сім’ї, розповідає свою історію життя через призму любові, свободи та пошуку себе. Вона потрапляє в атмосферу гедонізму, блиску й свободи, знайомлячись із яскравими особистостями. Її життя наповнюється вечірками, романами й пристрастями. Проте одна випадкова помилка змінює життя Вівіан назавжди, змушуючи її переглянути свої цінності та знайти новий шлях. Роман досліджує теми сексуальної свободи, дружби, амбіцій і життєвих уроків, показуючи, як героїня трансформується через досвід і помилки. The Guardian назвав це «величним, багаторівневим святкуванням жіночості».
В 2023 році Елізабет Гілберт планувала видати свою нову книгу “The Snow Forest", дія котрої відбувається в Сибіру і розповідає про сім’ю релігійних російських фундаменталістів, які жили ізольованими й непоміченими протягом 44 років після того, як відступили від світу в 1930-х роках. Коли в 1980 році їх відкриває команда радянських геологів, вчений і лінгвіст відправляється до родини, щоб подолати прірву між сучасним існуванням і їхнім життям у сніговому лісі. За що зазнала справедливої критики, через романтизацію Росії, в той час як росіяни ведуть війну в Україні. Через декілька днів письменниця оприлюднила відеозаяву у своєму акаунті Instagram, в якій заявила, що "видаляє книгу з графіку публікації". 

Елізабет Ґілберт сказала, що протягом вихідних, після анонсу книги, вона:
 «Отримала величезну масову реакцію та відповіді від моїх українських читачів, які висловлювали гнів, смуток, розчарування та біль з приводу того факту, що я вирішила випустити книгу у світ прямо зараз, будь-яка книга, незалежно від того, яка її тема, дія якої відбувається в Росії».
«Я хочу сказати, що я чула ці повідомлення, читала їх і поважаю їх», — продовжила вона. «І в результаті я роблю коригую плани і знімаю книгу з графіка виходу. Цю книгу ще не час видавати».
«І я не хочу завдавати шкоди групі людей, які вже зазнали та продовжують зазнавати тяжкої та надзвичайної шкоди».

## Особисте життя
З 1994 по 2002 рік Гілберт була одружена з Майклом Купером, з яким вона познайомилася під час роботи в Coyote Ugly Saloon. Шлюб розпався, коли вона пішла від Купера заради іншого чоловіка. У романі «Їсти, молитися, кохати» Гілберт  розповідається про нещасливий шлюб та її розлучення з чоловіком.
У 2007 році Гілберт вийшла заміж за Хосе Нуньєса, з яким познайомилася на Балі під час подорожей, які вона описує в «Їсти, молитися, кохати». Вони жили у Френчтауні, Нью-Джерсі; разом керували великим азіатським імпортним магазином під назвою Two Buttons, поки не продали його в 2015 році. Про ці відносини вона розповідає в романі роман «Законний шлюб».
1 липня 2016 року Гілберт оголосила на своїй сторінці у Facebook, що вона та Нуньєс розлучаються, сказавши, що розставання було «дуже дружнім» і що їхні причини «дуже особисті».  
7 вересня 2016 року Гілберт опублікувала ще один пост у Facebook, у якому говорилося, що вона була у стосунках зі своєю найкращою подругою, письменницею Райєю Еліас, і що ці стосунки були пов’язані з розпадом її шлюбу. Стосунки почалися через те, що Гілберт усвідомила свої почуття до Еліас після того, як останній поставили діагноз рак. 6 червня 2017 року вони відсвяткували церемонію подружжя з близькими родичами та друзями. Церемонія не мала юридичної сили. Еліас померла 4 січня 2018 року.
25 березня 2019 року Гілберт опублікувала в Instagram повідомлення про те, що вона має стосунки з фотографом із Великобританії Саймоном Макартуром, який також був близьким другом Еліас. В інтерв’ю в лютому 2020 року вона поділилася, що вони більше не разом, назвавши стосунки «нетривалими».

## Українські переклади
- Ґілберт Е. Їсти, молитися, кохати. Переклад з англійської Ярини Винницької. — Львів: Видавництво Старого Лева, 2015. — 416 с.
- Ґілберт Е. Я згодна. Як одна жінка, яка не вірила у шлюб, таки вийшла заміж. Переклад з англійської Ганни Лелів.- Львів: Видавництво Старого Лева , 2023.- 336 с.
- Ґілберт Е. Велика магія: Творче життя без страху. Переклад з англійської Ганни Лелів. — Львів: Видавництво Старого Лева, 2017. — 254 с.
- Ґілберт Е. Місто дівчат. Переклад з англійської Ганни Лелів. — Львів: Видавництво Старого Лева, 2019. — 536 с.
- Ґілберт Е. Природа всіх речей. Переклад з англійської Ганни Лелів. — Львів: Видавництво Старого Лева, 2021. — 704 с.
- Ґілберт Е. Суворі чоловіки. Переклад з англійської Ганни Лелів. — Львів: Видавництво Старого Лева, 2022. — 424 с. (в роботі)

### Рецензії
- Ярина Винницька. Як я «їла, молилась, кохала» і перекладала [Архівовано 8 вересня 2016 у Wayback Machine.]//Блог Видавництва Старого Лева, 22.10.2015)
- «Природа всіх речей»: прогулянка 19-м сторіччям [Архівовано 23 лютого 2017 у Wayback Machine.] («Видавництво Старого Лева», 11.10.2016)
- Как за год избавиться от депрессии и обрести счастье в личной жизни [Архівовано 15 червня 2017 у Wayback Machine.] (Yakaboo, 7.11.2016)
- Природа подорожі Елізабет Ґілберт [Архівовано 5 квітня 2018 у Wayback Machine.] (Читомо, 18.01.2017)
- Т. Старовойт. Ласкаво просимо до «Міста дівчат»! [Архівовано 2 березня 2021 у Wayback Machine.] («Видавництво Старого Лева», 26.09.2019)
- «Місто дівчат» Елізабет Ґілберт — ти не мусиш бути хорошою дівчинкою, щоб бути хорошою людиною[33] (Readmodo, 02.06.2020)